# Лазерная физика

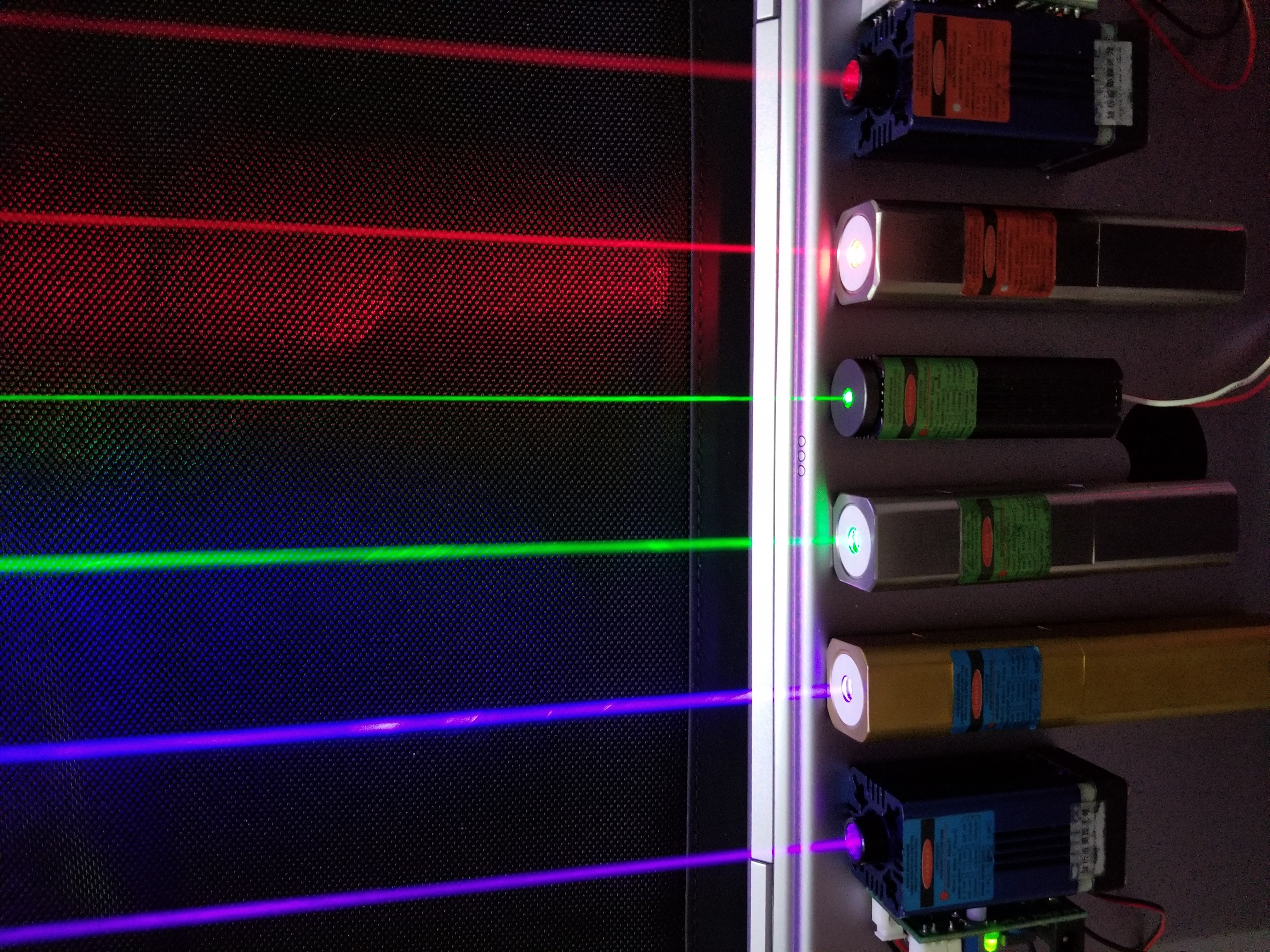
Лазеры (снизу вверх: 405 нм, 445 нм, 520 нм, 532 нм, 635 нм, 660 нм)

Ла́зерная фи́зика или фи́зика ла́зеров — раздел физики, изучающий процессы генерации и преобразования лазерного излучения, а также принципы работы лазеров, их устройство и применение.
Лазерная физика широко применяется в научных исследованиях, промышленности, биологии, медицине, информатике и для решения других задач[каких?]. Лазерная физика объединяет в себе такие разделы физики как квантовая электроника, оптика (геометрическая, нелинейная и квантовая), радиометрия, электродинамика.
На английском выражение «лазерная наука» (англ. Laser science) часто используется как синоним «лазерной физики».
Основными вопросами и аспектами, которыми занимается лазерная физика, являются:
- изучение существующих и поиск новых активных сред лазеров;
- временна́я эволюция света в лазерных резонаторах, модуляция добротности лазера;
- создание лазеров сверхкоротких импульсов;
- происхождение лазерного шума;
- чувствительность лазерных оптических резонаторов и эффекты теплового линзирования[5];
- распространение лазерного луча, Гауссовых пучков, связанные с этим эффекты дифракции и рефракции[3];
- взаимодействие электромагнитного поля с веществом[1].